# 東漢普斯特德 (新罕布什爾州)
東漢普斯特德（英語：East Hampstead）是位於美國新罕布什爾州羅京安縣的非建制地區。

## 歷史
東漢普斯特德的郵局自1869年營運至今。

## 地理
東漢普斯特德所處的海拔為高於海平面78米（即256英呎），而該地所採用的時區為UTC-5，即北美东部时区（EST）。同時該地設有夏令時間，為UTC-5調快一小時，即UTC-4（EDT）。